# Туяш
Туяш (баш. Туйыш) — деревня в Миякинском районе Республики Башкортостан Российской Федерации. Входит в состав Кожай-Семёновского сельсовета. 

## География

### Географическое положение
Расстояние до:
- районного центра (Киргиз-Мияки): 14 км,
- центра сельсовета (Кожай-Семёновка): 9 км,
- ближайшей ж/д станции (Аксёново): 28 км.

## Население
| 2002 | 2009 | 2010 |
| ---- | ---- | ---- |
| 38   | ↘31  | ↘24  |

Национальный состав
Согласно переписи 2002 года, преобладающая национальность — чуваши (74 %).